# Randa (Szwajcaria)
Randa – miejscowość i gmina (Politische Gemeinde) w południowej Szwajcarii, w kantonie Valais, w okręgu (Bezirk) Visp. Położona jest w środkowej części doliny Mattertal, w Alpach Pennińskich, między miejscowościami St. Niklaus i Täsch, nad potokiem Mattervispa, na wysokości 1406 metrów n.p.m.. Otaczają ją strome zbocza szczytów: Domu (4545 m) od wschodu i Weisshornu (4506 m) od zachodu. 

## Historia
Miejscowość została założona w 1290 roku i należy do najstarszych w regionie. Znajduje się w niej barokowy kościół pw. św. Sebastiana (St. Sebastian) z 1717 roku. Wielokrotnie Randa była miejscem katastrof. Spadały na nią lawiny i osuwiska skalne. Ostatnia, większa katastrofa miała miejsce w 1991 roku. Osuwisko skalne zniszczyło wiele domów, drogę prowadzącą przez dolinę i linię kolejową. Jak obliczono, w ciągu trzech tygodni do doliny spadło 30 mln m³ skał. 

## Demografia
W Randzie mieszkają 433 osoby. W 2021 roku 26,3% populacji gminy stanowiły osoby urodzone poza Szwajcarią. 

## Turystyka
Na szlaku turystycznym prowadzącym do Grächen znajduje się jeden z najdłuższych na świecie wiszący most Charles’a Kuonena dla pieszych. Długość mostu wynosi 494 metry, szerokość 65 centymetrów, w najwyższym punkcie znajduje się 85 metrów nad doliną. Otwarty od czerwca do listopada, przejście jest bezpłatne, niepolecane dla osób z lękiem wysokości. Należy unikać przechodzenia w czasie burzy. 

## Transport
Przez teren gminy przebiega droga główna nr 213 oraz zębata linia kolejowa do Zermatt. 

## Galeria

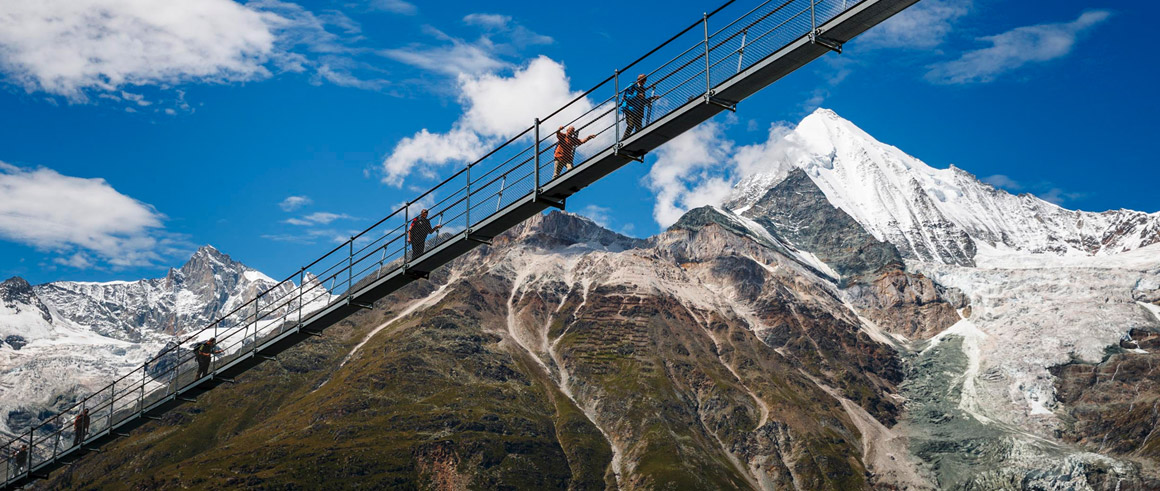
Wiszący most dla pieszych
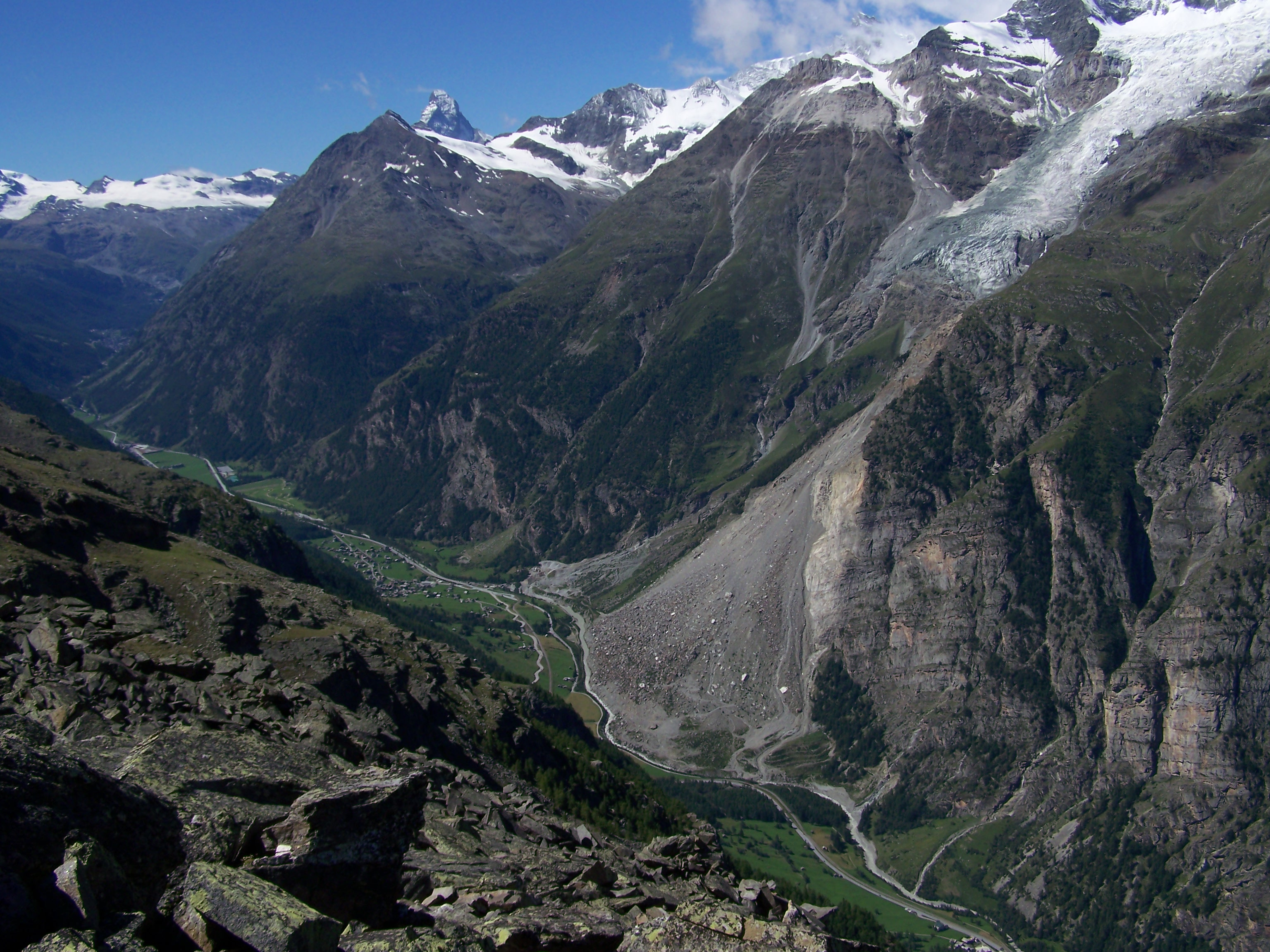
Osuwisko skalne powstałe w 1991 roku
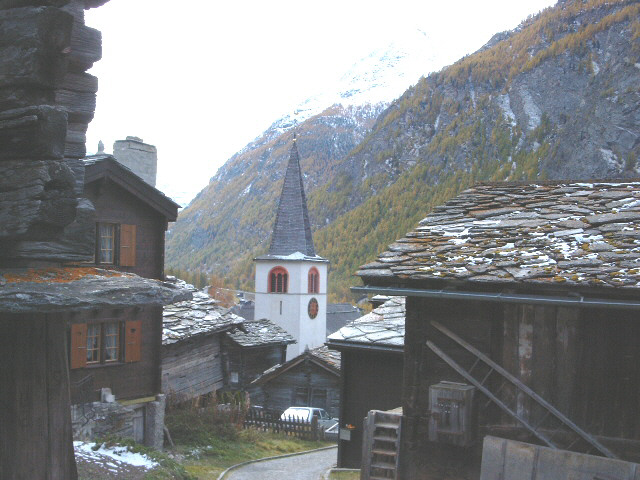
Kościół pw. św. Sebastiana (St. Sebastian)